# 南方軍 (日本軍)
南方軍（なんぽうぐん）は、大日本帝国陸軍の総軍の一つ。軍隊符号はNA。

## 沿革
太平洋戦争（大東亜戦争）において、大本営直轄部隊を除く東南アジア（南方）方面陸軍部隊を統括する総軍として、大陸命第555号に基づき1941年（昭和16年）11月6日に編成された。開戦後はマレー作戦・ビルマ作戦・フィリピン作戦・蘭印作戦などに代表される一連の南方作戦を指揮し、また戦前より日本領である南洋群島や、同盟国であるタイ王国（シャム）においても防衛・軍政の任に当った。なお、香港攻略は支那派遣軍が行った。
総司令部は当初サイゴンに置かれたが、南方作戦終了後はシンガポールに移転した。さらに1944年（昭和19年）3月27日に大本営によって改訂された「南方軍戦闘序列」に基づき、同年5月21日マニラに移転し、フィリピン防衛作戦を指揮した。その後、レイテ作戦が失敗し、米軍のルソン島上陸が迫った11月17日にダラットに再度移転して終戦を迎えた。
1945年（昭和20年）8月17日、天皇の命を受けた春仁王がサイゴンに到着。関係部隊の指揮官にポツダム宣言受諾の聖旨を伝達後、昭南をめぐって帰国した。
総司令官は一貫して寺内寿一元帥陸軍大将。

## 南方軍概要

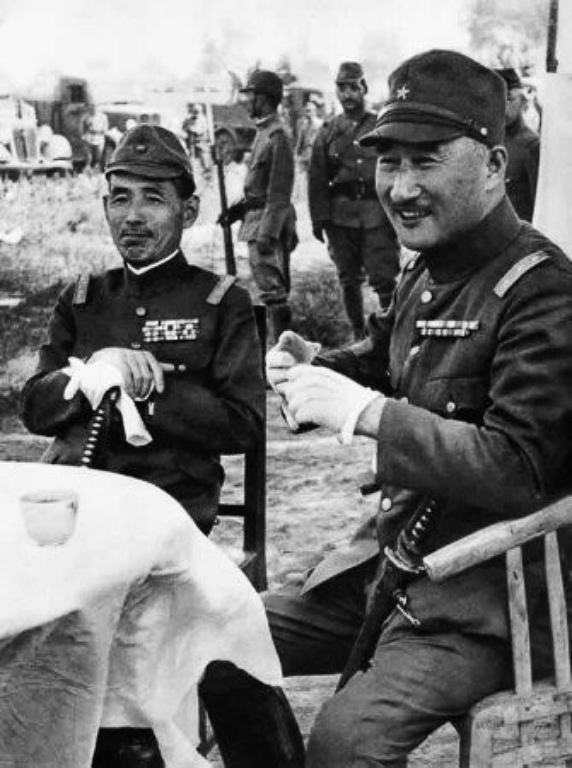
北支那方面軍司令官時代の寺内寿一大将（右）と中支那派遣軍司令官の畑俊六大将（左）。寺内は1941年から一貫して南方軍総司令官を務めた。

- 通称号：威（威集団）
- 軍隊符号：NA
- 編成時期：1941年11月6日

### 総司令官
- 寺内寿一：陸士11期、1941年11月6日 - 1946年6月12日死去
- （総司令官心得）木下敏：陸士20期、1946年6月22日 - 1947年12月2日

### 総参謀長
- 1942年8月1日から軍政総監を兼勤

| 氏名       | 陸士 | 就任           |
| ---------- | ---- | -------------- |
| 塚田攻     | 19期 | 1941年11月6日  |
| 黒田重徳   | 21期 | 1942年7月1日   |
| 清水規矩   | 23期 | 1943年5月19日  |
| 飯村穣     | 21期 | 1944年3月22日  |
| 沼田多稼蔵 | 24期 | 1944年12月26日 |

### 総参謀副長
| 氏名       | 陸士 | 就任           | 退任           |
| ---------- | ---- | -------------- | -------------- |
| 青木重誠   | 25期 | 1941年11月13日 | 1942年8月17日  |
| 阪口芳太郎 | 25期 | 1941年11月13日 | 1942年6月1日   |
| 高橋坦     | 27期 | 1942年7月9日   | 1944年10月14日 |
| 岡本清福   | 27期 | 1942年8月17日  | 1943年2月23日  |
| 稲田正純   | 29期 | 1943年2月23日  | 1943年10月1日  |
| 藤塚止戈夫 | 27期 | 1943年10月18日 | 1943年10月29日 |
| 綾部橘樹   | 27期 | 1943年10月15日 | 1944年6月27日  |
| 阪口芳太郎 | 25期 | 1944年3月22日  | 1944年7月28日  |
| 和知鷹二   | 26期 | 1944年3月22日  | 1944年11月14日 |
| 山口槌夫   | 30期 | 1944年7月28日  | 1944年11月22日 |
| 西大條胖   | 27期 | 1944年10月14日 |                |
| 若松只一   | 26期 | 1944年11月14日 | 1945年4月6日   |
| 和知鷹二   | 26期 | 1945年4月6日   | 1945年8月      |
| 森本軍蔵   | 30期 | 1945年9月22日  |                |

この他、1945年2月1日より、海軍との連携強化のため、緬甸大使館付き海軍武官兼緬甸方面軍参謀であった中堂観恵海軍少将が総参謀副長に就任。

### 軍政監部総務部長
- 高橋坦：1942年7月9日～1944年10月14日（総参謀副長の兼任）
- 西大條胖：1944年10月14日～終戦（総参謀副長の兼任）

### 高級参謀（第1課（作戦課）長）
| 氏名     | 陸士 | 就任           |
| -------- | ---- | -------------- |
| 石井正美 | 30期 | 1941年11月13日 |
| 櫛田正夫 | 35期 | 1943年4月1日   |
| 堀場一雄 | 34期 | 1944年3月22日  |
| 美山要蔵 | 35期 | 1944年6月5日   |
| 櫛田正夫 | 35期 | 1945年2月20日  |

### 航空技術部長
- 神田実：1945年2月20日 - 終戦

### 経理部長
- 森武夫：1941年11月6日～
- 和住吉三郎：1945年4月7日～

### 軍医部長
- 青木九一郎：1941年11月6日～
- 椰野巌：1944年3月1日～

### 法務部長
- 岡村畯児：1942年4月1日～
- 日高己雄：1943年6月15日～

## 隷下部隊

### 南洋庁西部支庁管内に配置
- パラオ地区集団
  - 第14師団
  - 独立混成第49旅団
  - 独立混成第53旅団：山口武夫少将[2]

### 第二次世界大戦時の占領地域に配置
- ビルマ方面軍
  - 第28軍
    - 第54師団
    - 第14野戦輸送司令部

  - 第33軍
    - 第18師団

  - 第31師団
  - 第33師団
  - 第49師団
  - 第53師団
  - 独立混成第24旅団
  - 独立混成第72旅団
  - 独立混成第105旅団
  - 蘭貢高射砲隊司令部
  - 第2野戦輸送司令部
  - 第5野戦輸送司令部
- 第7方面軍
  - 第16軍
    - 第48師団
    - 独立混成第27旅団
    - 独立混成第28旅団
    - 第4鉄道輸送司令部

  - 第25軍
    - 近衛第2師団
    - 独立混成第25旅団
    - パレンバン防衛隊
    - バンカランブタン防衛隊
    - 第15野戦輸送司令部

  - 第29軍
    - 第94師団
    - 独立混成第35旅団
    - 独立混成第36旅団
    - 独立混成第37旅団
    - 独立混成第70旅団
    - 第16野戦輸送司令部

  - 第46師団
  - 独立混成第26旅団
  - シンガポール防衛隊
- 第14方面軍
  - 第35軍
    - 第16師団
    - 第30師団
    - 第100師団
    - 第102師団
    - 独立混成第54旅団

  - 第41軍
    - 第8師団
    - マニラ防衛司令部
    - マニラ高射砲隊司令部

  - 第1師団
  - 第10師団
  - 第19師団
  - 第23師団
  - 第26師団
  - 第103師団
  - 第105師団
  - 戦車第2師団
  - 第4飛行師団
  - 独立混成第55旅団
  - 独立混成第58旅団
  - 第68旅団
  - 第1挺進集団
  - 第6鉄道輸送司令部
  - 第61碇泊場司令部
  - 第63碇泊場司令部
- 第18方面軍
  - 第15軍
    - 第4師団
    - 第56師団

  - 第15師団
  - 第22師団
  - 独立混成第29旅団
  - 第5工兵隊司令部
- 第2軍
  - 第5師団
  - 第32師団
  - 第35師団
  - 第36師団
  - 独立混成第57旅団
  - 独立混成第128旅団
  - 海上機動第2旅団
  - 第4工兵隊司令部
  - 第4野戦飛行場設定司令部
  - 第18航空地区司令部
- 第18軍
  - 第20師団
  - 第41師団
  - 第51師団
  - 第3野戦輸送司令部
  - 第4野戦輸送司令部
  - 第12航空地区司令部
  - 第30航空地区司令部
- 第37軍
  - 独立混成第56旅団
  - 独立混成第71旅団
- 第38軍
  - 第2師団
  - 第21師団
  - 第37師団
  - 第55師団
  - 独立混成第34旅団
- 第3航空軍
  - 第5飛行師団
  - 第9飛行師団
  - 第55航空師団
  - 第3航空通信団司令部
  - 第4航空地区司令部
  - 第9航空地区司令部
  - 第15航空地区司令部
  - 第23航空地区司令部
  - 第24航空地区司令部
  - 第25航空地区司令部
  - 第29航空地区司令部
  - 第32航空地区司令部
  - 第59航空地区司令部
- 南方軍野戦鉄道司令部
- 第3船舶輸送司令部
- 南方軍通信隊司令部
- 第2野戦補充司令部
- 第34野戦輸送司令部

### 所属していた部隊
- 第4航空軍 - 1944年3月27日に編入、1945年2月13日廃止
  - 第2飛行師団
  - 第4飛行師団
  - 第7飛行師団
  - 第30戦闘飛行集団
  - 第1挺進集団
  - 馬尼剌陸軍航空廠